# Pedro Henrique Oldoni do Nascimento
Pedro Henrique Oldoni do Nascimento, conegut com a Pedro Oldoni, (Pato Branco, 26 de setembre de 1985) és un futbolista brasiler, que ocupa la posició de davanter.
Comença a destacar a l'Atlético-PR, que el cedeix a altres clubs brasilers i al Reial Valladolid de la primera divisió espanyola. El 2010 fitxa pel CD Nacional.